# Kodungallur
Kodungallur (Malayalam: കൊടുങ്ങല്ലൂർ Koṭuṅṅallūr [ˈkoɖuŋːalːuːɾ]), früher Cranganore, ist eine Stadt im Distrikt Thrissur im südindischen Bundesstaat Kerala mit knapp 35.000 Einwohnern. Die Stadt liegt an der Malabarküste rund fünf Kilometer landeinwärts an der Mündung des Periyar-Flusses in das Arabische Meer. Die nächsten größeren Städte sind Kochi 32 Kilometer südlich und Thrissur 42 Kilometer nordöstlich.

## Geschichte

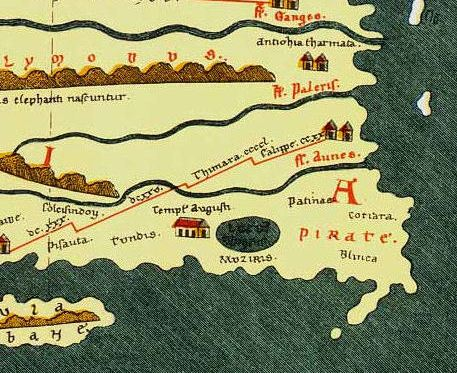
Muziris auf der Tabula Peutingeriana

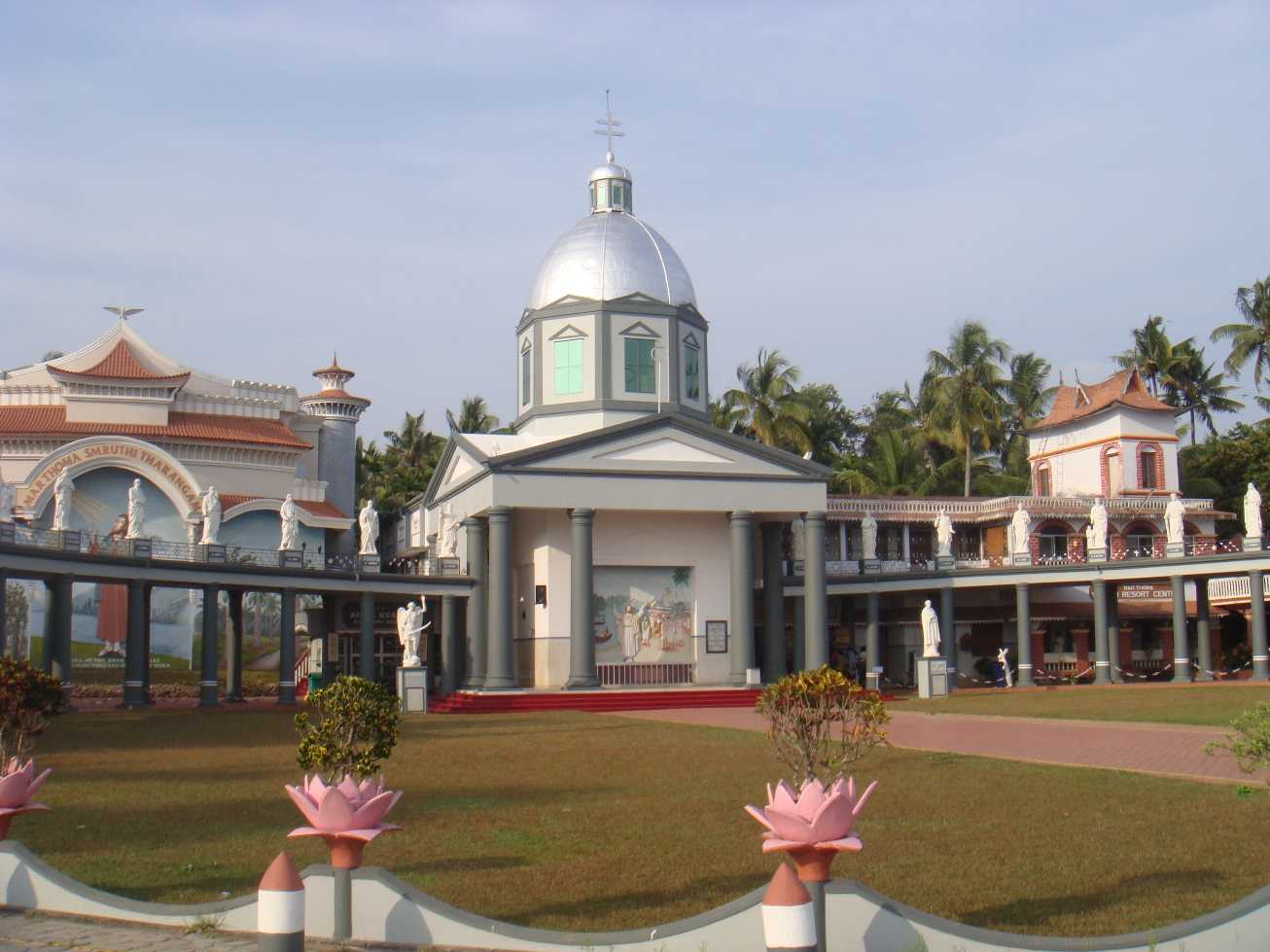
Wallfahrtskirche des Hl. Thomas in Kodungallur

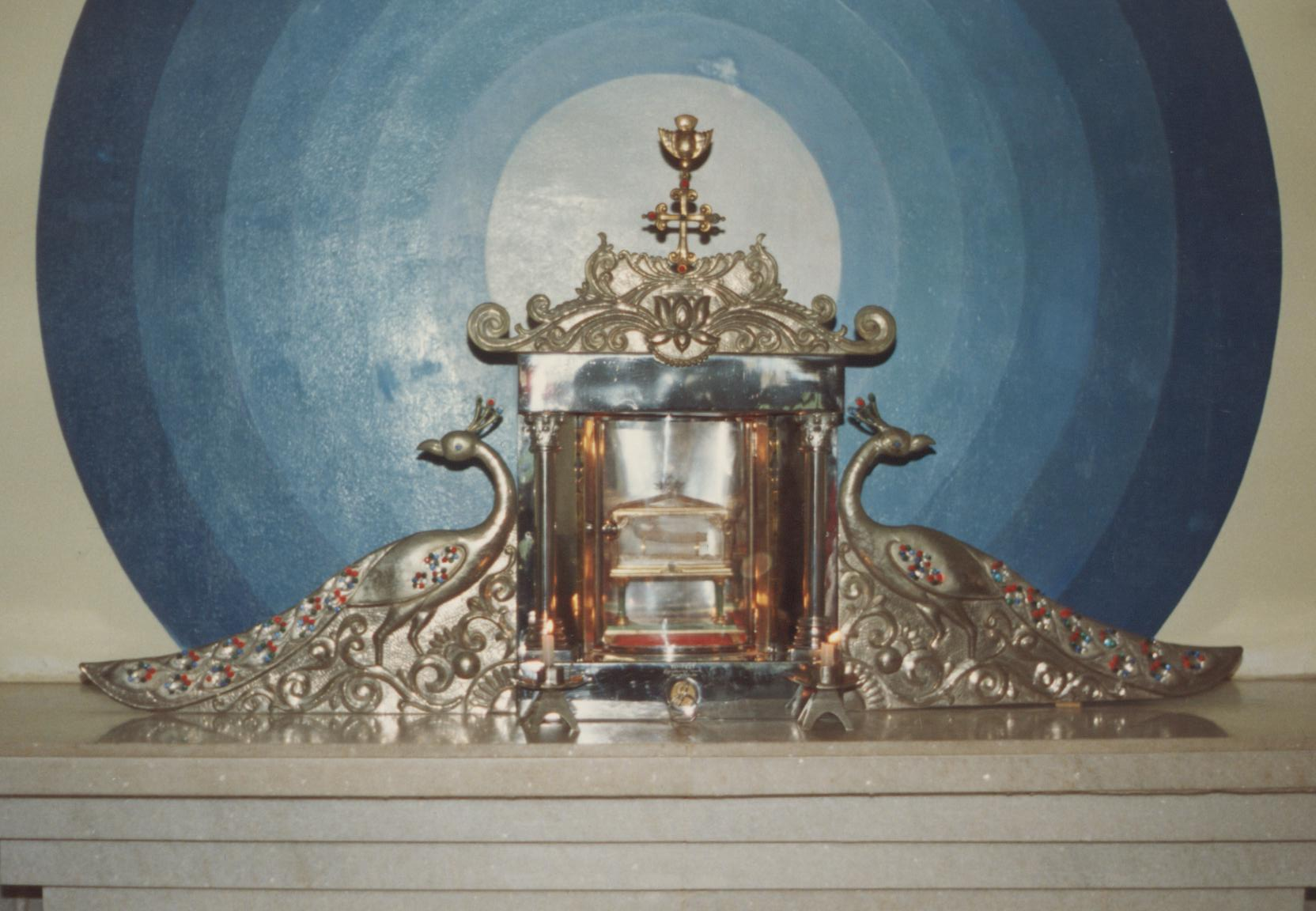
Reliquienschrein des Hl. Thomas in der Wallfahrtskirche

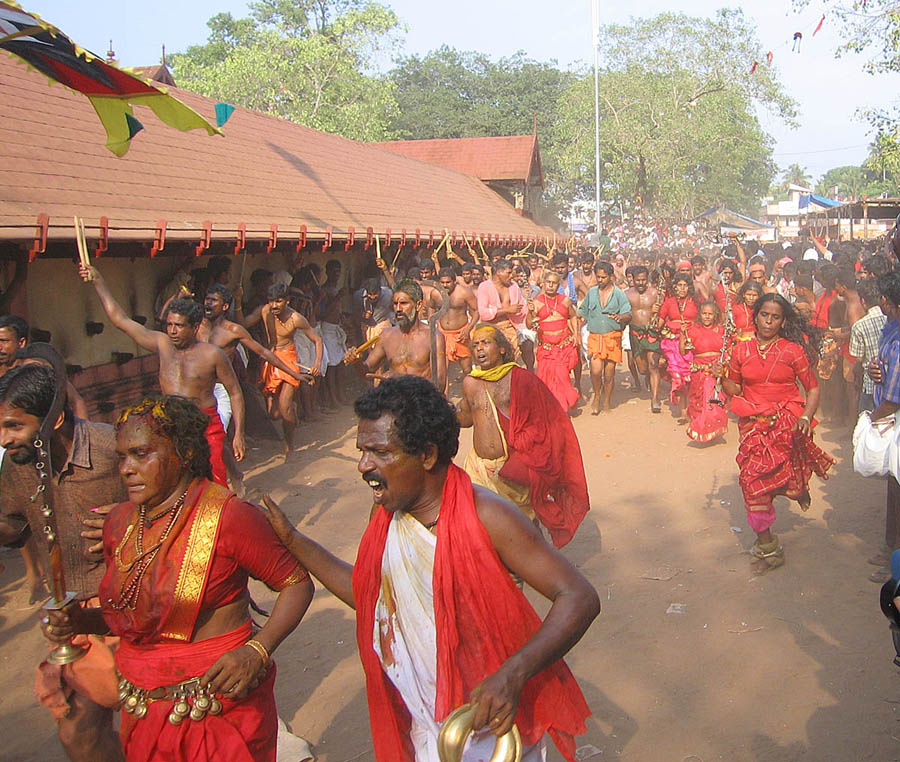
Das Kodungallur-Bharani-Fest

Das heutige Kodungallur wird verbreitet mit dem antiken Muziris gleichgesetzt. Muziris war ein florierender Hafenort des Chera-Reiches, von dem aus zwischen dem 1. Jahrhundert v. Chr. und dem 5. Jahrhundert n. Chr. reger Handel mit dem Römischen Reich betrieben wurde und der in zahlreichen antiken griechisch-römischen Quellen (u. a. in der Periplus Maris Erythraei sowie bei Plinius dem Älteren und Claudius Ptolemäus) erwähnt wird.
Im Jahr 52 n. Chr. soll der Apostel Thomas in Muziris gelandet sein und das Christentum nach Kerala gebracht haben. Durch den Seehandel waren auch Juden und Muslime sehr früh präsent. Der Niedergang von Muziris begann, als sein Hafen im Jahr 1341 durch eine Flutkatastrophe zerstört wurde. In der Folge schwang sich Kochi (Cochin) zum wichtigsten Hafen der Malabarküste auf.
Die lange angenommene Identität von Muziris und Kodungallur wurde jüngst durch archäologische Untersuchungen in Frage gestellt: Während Grabungen in Kodungallur nichts zu Tage brachten, konnten im rund zehn Kilometer von Kodungallur entfernten Ort Pattanam im Jahr 2004 Fragmente antiker Weinamphoren gefunden werden.
Im 16. Jahrhundert kam Kodungallur, das während dieser Epoche als Cranganore bekannt war, unter den Einfluss der europäischen Kolonialmächte. 1523 erbauten die Portugiesen eine Festung in Kodungallur. Diese wurde 1662 von den Niederländern eingenommen. 1790 zerstörten die Truppen des Mysore-Herrschers Tipu Sultan die Festung und nahmen Kodungallur ein. Nachdem Tipu Sultan in den Mysore-Kriegen den Briten unterlegen war, stellten diese Kodungallur unter die Verwaltung des inzwischen zum Vasallenstaat herabgewürdigten Königreichs Cochin. Nach der indischen Unabhängigkeit 1947 vereinigte sich Cochin mit dem Fürstenstaat Travancore zur Föderation Travancore-Cochin und vollzog den Anschluss an die Indische Union. 1956 kam Kodungallur als Teil des Distrikts Thrissur zum neugegründeten Bundesstaat Kerala.

## Sehenswürdigkeiten
- Der Bagavathi-Tempel, erbaut zur Zeit des Chera-Königs Cheran Senkuttuvan, bekannt durch das Bharani-Fest und das Thalappoli-Fest
- Die Cheraman-Freitagsmoschee, erbaut von Malik ibn Dinar, angeblich die älteste Moschee in Indien
- Die Thomaskirche: Hier soll der Apostel Thomas im Jahre 52 gelandet sein und die erste christliche Gemeinde in Indien gegründet haben. Dort wird eine Handreliquie des Heiligen, aus Ortona verehrt, ein Geschenk von Papst Pius XII.  zum 1900. Jahrestag der Ankunft von St. Thomas in Indien.
- Der Thiruvanchikulam-Mahadeva-Tempel ist einer der ältesten Shiva-Tempel in Südindien.
- Das Cranganore-Fort wurde 1503 von Portugiesen erbaut und unter Tipu Sultan zerstört. Heute sind nur Ruinen erhalten.